# Bernard Epin
Bernard Epin (* 27. Mai 1936 in Paris; † 1. April 2020) war ein französischer Schriftsteller und Literaturkritiker.

## Leben
Bernard Epin wurde in eine Arbeiterfamilie geboren. Er besuchte eine Schule im 14. Arrondissement. Seine Militärzeit verbrachte er in Algerien. Er trat 1954 der Parti communiste français bei. Ab 1957 war er Teil des Redaktionsteams der kommunistischen Zeitschrift L’École et la Nation und später auch deren stellvertretender Redakteur. Er schrieb außerdem für die Zeitschriften Révolution, Regards und L’Humanité. Er spezialisierte sich auf Kinderliteratur sowie die Literaturkritik dieser Bücher. Dazu veröffentlichte er mehrere Aufsätze und Bücher.
Von 1965 bis 2001 war er parallel dazu Bürgermeister von Saint-Ouen.
Am 1. April 2020 starb Epin während der COVID-19-Pandemie in Frankreich an den Folgen einer SARS-CoV-2-Infektion.

## Veröffentlichungen
- Découvrir la littérature d'aujourd'hui pour les jeunes (1976)
- Profession chanteur (1977)
- Chez nous à Saint-Ouen (1983)
- L'éducation civique, c'est quoi aujourd'hui ? (1985)
- Les livres de vos enfants, parlons-en (1985)
- La Révolution française: elle inventa nos rêves (1988)
- Les petits mots des petits mômes (1990)
- Le grand livre du jeune citoyen: avec le texte intégral de la Déclaration universelle des droits de l'homme (1998, 2004, 2012)
- Mon premier livre de citoyen du monde (2000, 2012, 2014)